# Kahina Messaoudene
Pour les articles homonymes, voir Kahina (homonymie).
Kahina Messaoudene, née le 15 juillet 1992 à Béjaïa en Algérie, est une joueuse algérienne de volley-ball.

## Club
club actuel[Quand ?]:  ASW Béjaïa